# Camponotus platytarsus
Camponotus platytarsus är en myrart som beskrevs av Julius Roger 1863. Camponotus platytarsus ingår i släktet hästmyror, och familjen myror. Inga underarter finns listade.